# Grzegorz Sporakowski
Grzegorz Sporakowski (ur. 1950 w Poznaniu, zm. 11 stycznia 2014) – dziennikarz, członek Wielkopolskiego Oddziału Stowarzyszenia Dziennikarzy RP.
Ukończył studia z zakresu geografii na Uniwersytecie Adama Mickiewicza w Poznaniu (1972) oraz Podyplomowe Studium Dziennikarskie na Uniwersytecie Warszawskim (1974). Od 1974 roku dziennikarz poznańskiej prasy (Gazeta Poznańska, Dziennik Poznański), a od 1992 roku Głosu Wielkopolskiego.
Autor setek artykułów dotyczących historii Poznania i dziejów fortyfikacji miasta.

## Nagrody i wyróżnienia
- Dziennikarskie Koziołki (2008)[2]

## Współautor książek i programów TV (wybór)
- ABC dziennikarstwa, ZSP Alma-Press, Warszawa (1987)
- Abecadło dziennikarza, red. A. Niczyperowicz, KONTEKST, Poznań (1996)
- Henryk Kot - Poznań w grafice z tekstami Grzegorza Sporakowskiego, Wydawnictwo "Bonami", Poznań (2003), ISBN 83-85274-93-6
- współautor programów telewizyjnych z cyklu "Tajemnice Poznania"